# 联洋新社区

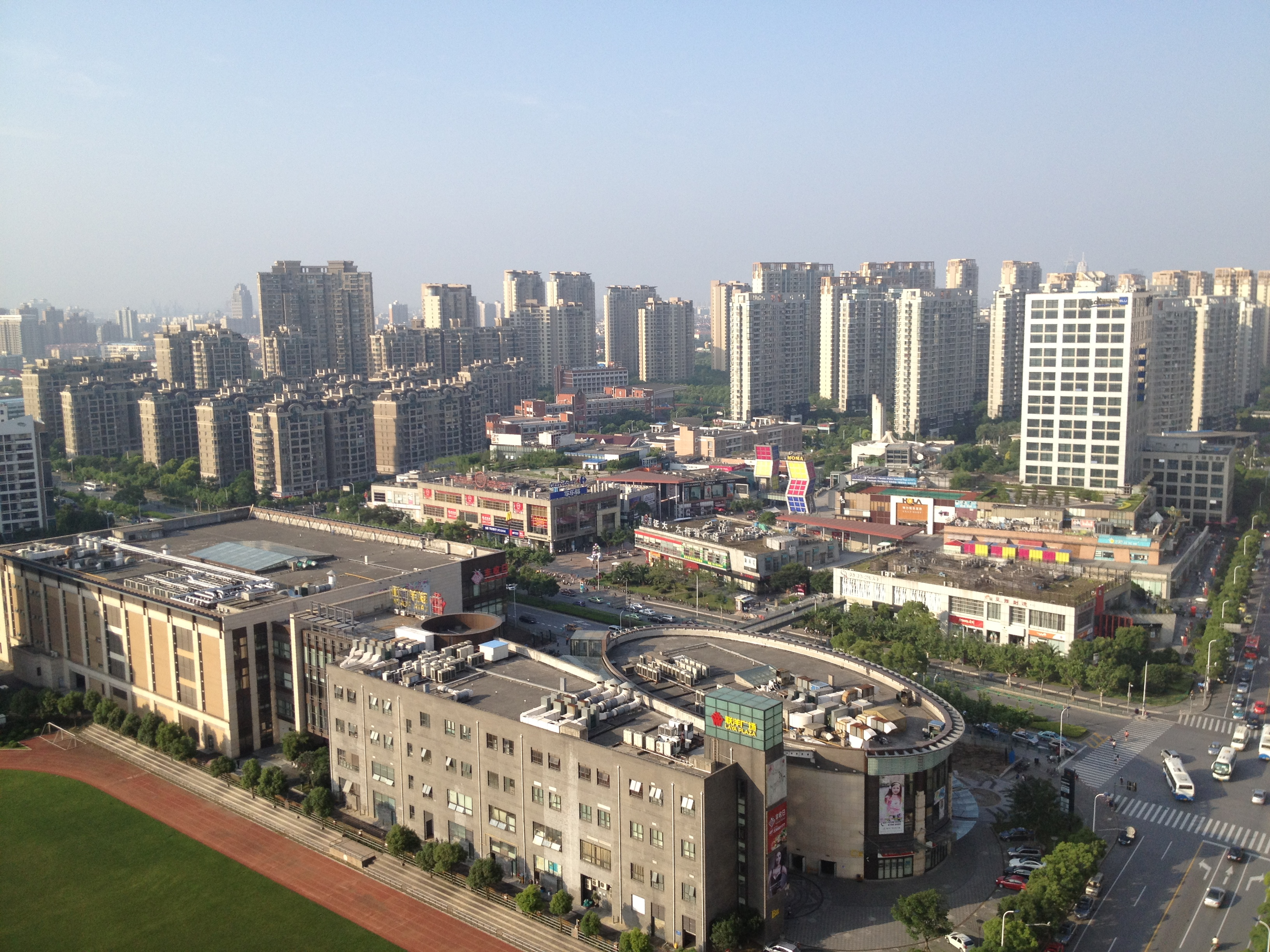
图为联洋新社区内的联洋广场和大拇指广场。

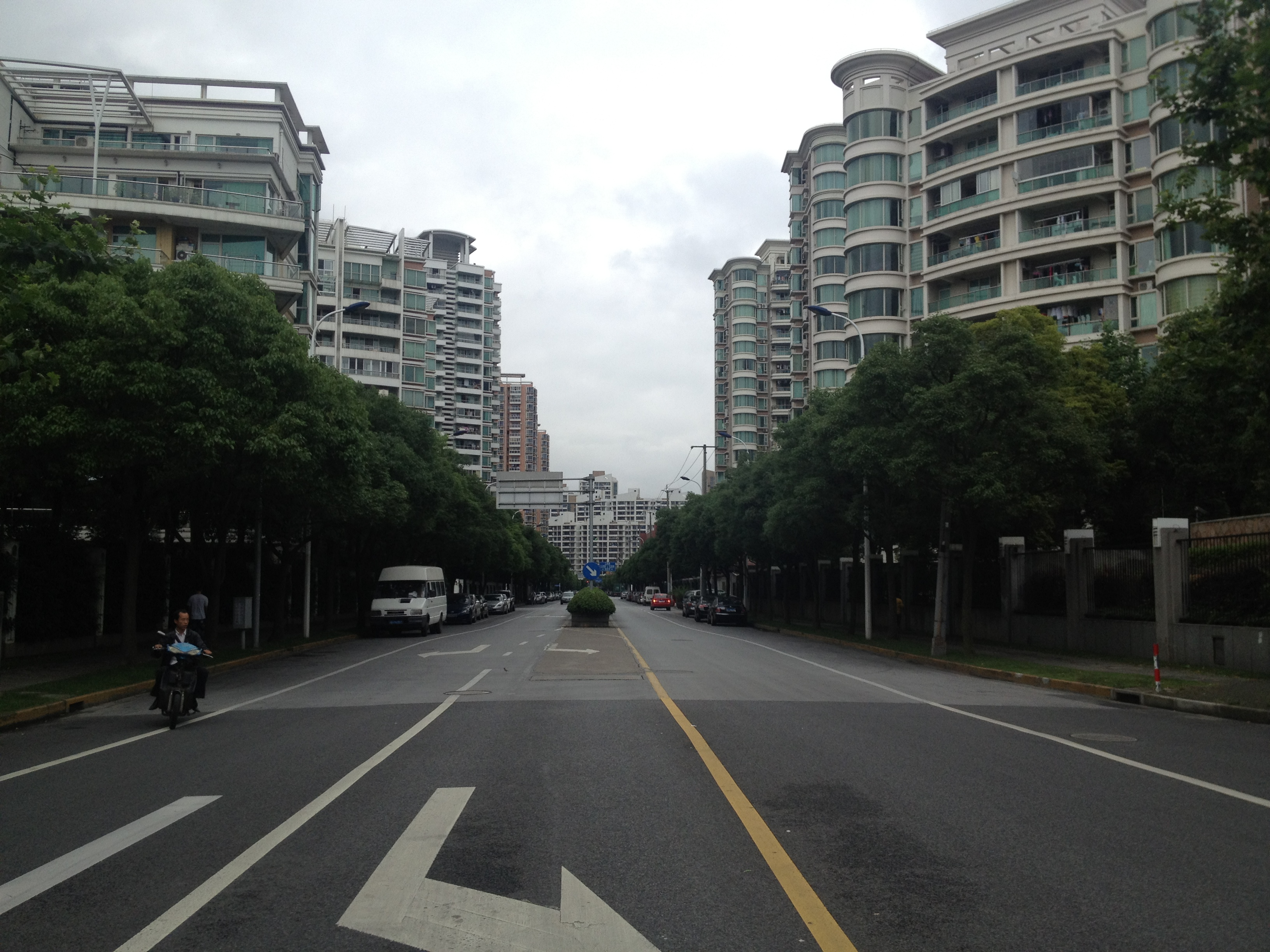
金松路

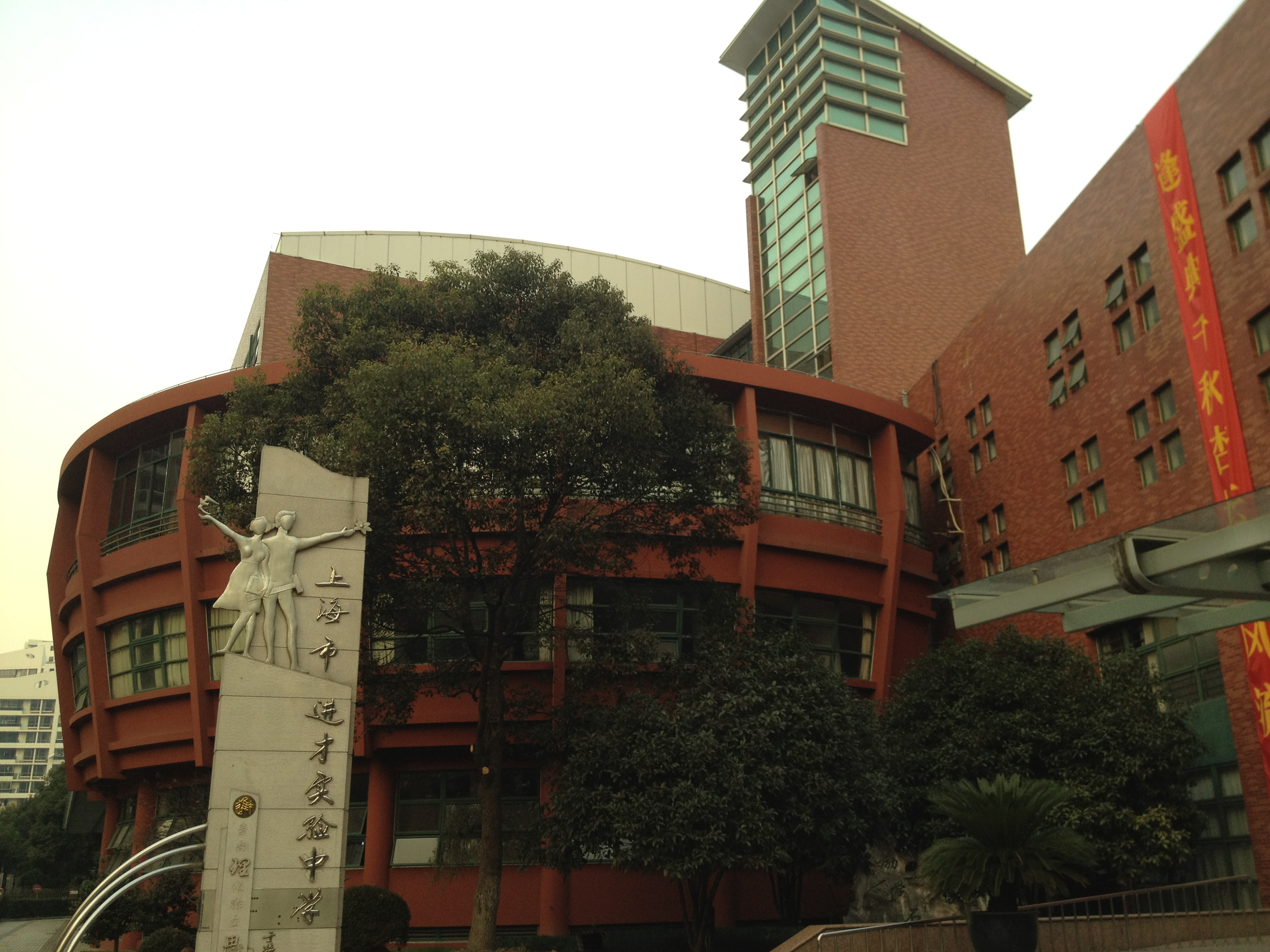
上海市进才实验中学是该社区对口的公立中学

联洋新社区是中华人民共和国上海市浦东新区花木街道下属的一个大型社区，始建於2003年。其辖区范围为南邻花木路、北靠杨高中路、西起张家浜、东至罗山路，紧靠世纪公园，占地面积约4平方公里，总建筑面积约300万平方米，规划户数约7万户。下辖六个居委会。

## 下属居民区
联洋新社区有楼盘19个：
- 御景园
- 天安花园
- 华丽家族花园
- 联洋新苑
- 联洋花园
- 联洋年华
- 联洋别墅
- 中邦风雅颂
- 中邦晶座
- 水清木华
- 金色维也纳
- 四季雅苑
- 御翠苑
- 千秋别墅
- 九间堂
- 当代清水园
- 第九城市(浦东虹桥花园)
- 仁恒河滨城
- 吉云公寓

## 配套设施
- 联洋新社区市民中心
- 上海市进才实验中学
- 上海市进才实验小学

## 商圈
- 证大大拇指广场
- 联洋广场